# OHL 2006/07
Die OHL-Saison 2006/07 war die 27. Spielzeit der Ontario Hockey League. Die reguläre Saison begann am 21. September 2006 und endete am 18. März 2007. Die Play-offs starteten am 22. März 2007 und endeten mit dem erstmaligen J.-Ross-Robertson-Cup-Gewinn der Plymouth Whalers am 13. Mai 2007, die sich im OHL-Finale gegen die Sudbury Wolves durchsetzten.

## Reguläre Saison

### Abschlussplatzierungen
Abkürzungen: GP = Spiele, W = Siege, L = Niederlagen, OTL = Niederlage nach Overtime bzw. Shootout, GF = Erzielte Tore, GA = Gegentore, Pts = Punkte

Erläuterungen:       = Play-off-Qualifikation,       = Division-Sieger,       = Conference-Sieger,       = Hamilton-Spectator-Trophy-Gewinner

#### Eastern Conference
| East Division       | GP | W  | L  | OTL | GF  | GA  | Pts |
| ------------------- | -- | -- | -- | --- | --- | --- | --- |
| Belleville Bulls    | 68 | 39 | 24 | 5   | 260 | 227 | 83  |
| Oshawa Generals     | 68 | 31 | 29 | 8   | 292 | 320 | 70  |
| Kingston Frontenacs | 68 | 31 | 30 | 7   | 269 | 284 | 69  |
| Ottawa 67’s         | 68 | 30 | 34 | 4   | 242 | 263 | 64  |
| Peterborough Petes  | 68 | 24 | 39 | 5   | 198 | 274 | 53  |

| Central Division             | GP | W  | L  | OTL | GF  | GA  | Pts |
| ---------------------------- | -- | -- | -- | --- | --- | --- | --- |
| Barrie Colts                 | 68 | 48 | 19 | 1   | 273 | 193 | 97  |
| Mississauga IceDogs          | 68 | 43 | 21 | 4   | 326 | 251 | 90  |
| Sudbury Wolves               | 68 | 29 | 30 | 9   | 225 | 241 | 67  |
| Brampton Battalion           | 68 | 27 | 36 | 5   | 214 | 277 | 59  |
| Toronto St. Michael’s Majors | 68 | 20 | 41 | 7   | 225 | 325 | 47  |

#### Western Conference
| Midwest Division  | GP | W  | L  | OTL | GF  | GA  | Pts |
| ----------------- | -- | -- | -- | --- | --- | --- | --- |
| London Knights    | 68 | 50 | 14 | 4   | 311 | 231 | 104 |
| Kitchener Rangers | 68 | 47 | 17 | 4   | 262 | 187 | 98  |
| Guelph Storm      | 68 | 33 | 23 | 12  | 215 | 200 | 78  |
| Owen Sound Attack | 68 | 31 | 30 | 7   | 256 | 261 | 69  |
| Erie Otters       | 68 | 15 | 50 | 3   | 209 | 378 | 33  |

| West Division               | GP | W  | L  | OTL | GF  | GA  | Pts |
| --------------------------- | -- | -- | -- | --- | --- | --- | --- |
| Plymouth Whalers            | 68 | 49 | 14 | 5   | 299 | 173 | 103 |
| Saginaw Spirit              | 68 | 44 | 21 | 3   | 291 | 217 | 91  |
| Sault Ste. Marie Greyhounds | 68 | 37 | 23 | 8   | 227 | 219 | 82  |
| Sarnia Sting                | 68 | 34 | 24 | 10  | 270 | 241 | 78  |
| Windsor Spitfires           | 68 | 18 | 43 | 7   | 209 | 311 | 43  |

### Beste Scorer
Abkürzungen: GP = Spiele, G = Tore, A = Assists, Pts = Punkte, PIM = Strafminuten; Fett: Saisonbestwert
| Spieler          | Team                | GP | G  | A  | Pts | PIM |
| ---------------- | ------------------- | -- | -- | -- | --- | --- |
| Patrick Kane     | London Knights      | 58 | 62 | 83 | 145 | 52  |
| John Tavares     | Oshawa Generals     | 67 | 72 | 62 | 134 | 60  |
| Sjarhej Kaszizyn | London Knights      | 59 | 40 | 91 | 131 | 76  |
| Tyler Donati     | Belleville Bulls    | 66 | 54 | 75 | 129 | 52  |
| Sam Gagner       | London Knights      | 53 | 35 | 83 | 118 | 36  |
| Bryan Little     | Barrie Colts        | 57 | 41 | 66 | 107 | 77  |
| Evan Brophey     | Plymouth Whalers    | 68 | 36 | 71 | 107 | 91  |
| Bobby Ryan       | Owen Sound Attack   | 63 | 43 | 59 | 102 | 63  |
| Brett MacLean    | Oshawa Generals     | 68 | 47 | 53 | 100 | 43  |
| Bobby Hughes     | Kingston Frontenacs | 59 | 40 | 56 | 96  | 76  |

### Beste Torhüter
Abkürzungen: GP = Spiele, TOI = Eiszeit (in Minuten), W = Siege, L = Niederlagen, OTL = Overtime/Shootout-Niederlagen, GA = Gegentore, SO = Shutouts, Sv% = gehaltene Schüsse (in %), GAA = Gegentorschnitt
| Spieler         | Team              | GP | TOI  | W  | L  | OTL | GA  | SO | Sv%  | GAA  |
| --------------- | ----------------- | -- | ---- | -- | -- | --- | --- | -- | ---- | ---- |
| Michal Neuvirth | Plymouth Whalers  | 41 | 2223 | 26 | 8  | 4   | 86  | 4  | 93,2 | 2,32 |
| Jeremy Smith    | Plymouth Whalers  | 34 | 1901 | 23 | 6  | 1   | 82  | 4  | 92,3 | 2,59 |
| Thomas McCollum | Guelph Storm      | 55 | 3158 | 26 | 18 | 10  | 126 | 5  | 91,8 | 2,39 |
| Andrew Perugini | Barrie Colts      | 57 | 3304 | 40 | 16 | 1   | 156 | 4  | 91,7 | 2,83 |
| John Murray     | Kitchener Rangers | 55 | 3121 | 40 | 9  | 3   | 134 | 5  | 90,9 | 2,58 |

## Play-offs

### Play-off-Baum
|  | Conference-Viertelfinale | Conference-Viertelfinale    | Conference-Viertelfinale |                             |                  | Conference-Halbfinale | Conference-Halbfinale | Conference-Halbfinale |  |  | Conference-Finale | Conference-Finale | Conference-Finale |  |  | OHL-Meisterschaft | OHL-Meisterschaft | OHL-Meisterschaft |
|  |                          |                             |                          |                             |                  |                       |                       |                       |  |  |                   |                   |                   |  |  |                   |                   |                   |
|  | E1                       | Barrie Colts                | 4                        |                             |                  |                       |                       |                       |  |  |                   |                   |                   |  |  |                   |                   |                   |
|  | E8                       | Brampton Battalion          | 0                        |                             |                  |                       |                       |                       |  |  |                   |                   |                   |  |  |                   |                   |                   |
|  | E8                       | Brampton Battalion          | 0                        | E1                          | Barrie Colts     | 0                     |                       |                       |  |  |                   |                   |                   |  |  |                   |                   |                   |
|  |                          |                             |                          | E1                          | Barrie Colts     | 0                     |                       |                       |  |  |                   |                   |                   |  |  |                   |                   |                   |
|  |                          |                             | E6                       | Sudbury Wolves              | 4                |                       |                       |                       |  |  |                   |                   |                   |  |  |                   |                   |                   |
|  | E3                       | Mississauga IceDogs         | E6                       | Sudbury Wolves              | 4                | 1                     |                       |                       |  |  |                   |                   |                   |  |  |                   |                   |                   |
|  | E3                       | Mississauga IceDogs         |                          |                             |                  | 1                     |                       |                       |  |  |                   |                   |                   |  |  |                   |                   |                   |
|  | E6                       | Sudbury Wolves              | 4                        |                             |                  |                       |                       |                       |  |  |                   |                   |                   |  |  |                   |                   |                   |
|  | E6                       | Sudbury Wolves              | 4                        | E6                          | Sudbury Wolves   | 4                     |                       |                       |  |  |                   |                   |                   |  |  |                   |                   |                   |
|  |                          |                             |                          | E6                          | Sudbury Wolves   | 4                     | Eastern Conference    |                       |  |  |                   |                   |                   |  |  |                   |                   |                   |
|  |                          | E2                          | Belleville Bulls         | 2                           |                  |                       |                       |                       |  |  |                   |                   |                   |  |  |                   |                   |                   |
|  | E2                       | E2                          | Belleville Bulls         | 2                           | Belleville Bulls | 4                     |                       |                       |  |  |                   |                   |                   |  |  |                   |                   |                   |
|  | E2                       |                             |                          |                             | Belleville Bulls | 4                     |                       |                       |  |  |                   |                   |                   |  |  |                   |                   |                   |
|  | E7                       | Ottawa 67’s                 | 1                        |                             |                  |                       |                       |                       |  |  |                   |                   |                   |  |  |                   |                   |                   |
|  | E7                       | Ottawa 67’s                 | 1                        | E2                          | Belleville Bulls | 4                     |                       |                       |  |  |                   |                   |                   |  |  |                   |                   |                   |
|  |                          |                             |                          | E2                          | Belleville Bulls | 4                     |                       |                       |  |  |                   |                   |                   |  |  |                   |                   |                   |
|  |                          |                             | E4                       | Oshawa Generals             | 0                |                       |                       |                       |  |  |                   |                   |                   |  |  |                   |                   |                   |
|  | E4                       | Oshawa Generals             | E4                       | Oshawa Generals             | 0                | 4                     |                       |                       |  |  |                   |                   |                   |  |  |                   |                   |                   |
|  | E4                       | Oshawa Generals             |                          |                             |                  |                       |                       |                       |  |  |                   |                   |                   |  |  |                   |                   |                   |
|  | E5                       | Kingston Frontenacs         | 1                        |                             |                  |                       |                       |                       |  |  |                   |                   |                   |  |  |                   |                   |                   |
|  | E5                       | Kingston Frontenacs         | 1                        | E6                          | Sudbury Wolves   | 2                     |                       |                       |  |  |                   |                   |                   |  |  |                   |                   |                   |
|  |                          |                             |                          |                             |                  |                       |                       |                       |  |  |                   |                   |                   |  |  |                   |                   |                   |
|  |                          | W2                          | Plymouth Whalers         | 4                           |                  |                       |                       |                       |  |  |                   |                   |                   |  |  |                   |                   |                   |
|  | W1                       | W2                          | Plymouth Whalers         | 4                           | London Knights   | 4                     |                       |                       |  |  |                   |                   |                   |  |  |                   |                   |                   |
|  | W1                       |                             |                          |                             | London Knights   | 4                     |                       |                       |  |  |                   |                   |                   |  |  |                   |                   |                   |
|  | W8                       | Owen Sound Attack           | 0                        |                             |                  |                       |                       |                       |  |  |                   |                   |                   |  |  |                   |                   |                   |
|  | W8                       | Owen Sound Attack           | 0                        | W1                          | London Knights   | 4                     |                       |                       |  |  |                   |                   |                   |  |  |                   |                   |                   |
|  |                          |                             |                          | W1                          | London Knights   | 4                     |                       |                       |  |  |                   |                   |                   |  |  |                   |                   |                   |
|  |                          |                             | W5                       | Sault Ste. Marie Greyhounds | 3                |                       |                       |                       |  |  |                   |                   |                   |  |  |                   |                   |                   |
|  | W4                       | Saginaw Spirit              | W5                       | Sault Ste. Marie Greyhounds | 3                | 2                     |                       |                       |  |  |                   |                   |                   |  |  |                   |                   |                   |
|  | W4                       | Saginaw Spirit              |                          |                             |                  | 2                     |                       |                       |  |  |                   |                   |                   |  |  |                   |                   |                   |
|  | W5                       | Sault Ste. Marie Greyhounds | 4                        |                             |                  |                       |                       |                       |  |  |                   |                   |                   |  |  |                   |                   |                   |
|  | W5                       | Sault Ste. Marie Greyhounds | 4                        | W1                          | London Knights   | 1                     |                       |                       |  |  |                   |                   |                   |  |  |                   |                   |                   |
|  |                          |                             |                          | W1                          | London Knights   | 1                     | Western Conference    |                       |  |  |                   |                   |                   |  |  |                   |                   |                   |
|  |                          | W2                          | Plymouth Whalers         | 4                           |                  |                       |                       |                       |  |  |                   |                   |                   |  |  |                   |                   |                   |
|  | W2                       | W2                          | Plymouth Whalers         | 4                           | Plymouth Whalers | 4                     |                       |                       |  |  |                   |                   |                   |  |  |                   |                   |                   |
|  | W2                       |                             |                          |                             |                  |                       |                       |                       |  |  |                   |                   |                   |  |  |                   |                   |                   |
|  | W7                       | Guelph Storm                | 0                        |                             |                  |                       |                       |                       |  |  |                   |                   |                   |  |  |                   |                   |                   |
|  | W7                       | Guelph Storm                | 0                        | W2                          | Plymouth Whalers | 4                     |                       |                       |  |  |                   |                   |                   |  |  |                   |                   |                   |
|  |                          |                             |                          | W2                          | Plymouth Whalers | 4                     |                       |                       |  |  |                   |                   |                   |  |  |                   |                   |                   |
|  |                          |                             | W3                       | Kitchener Rangers           | 1                |                       |                       |                       |  |  |                   |                   |                   |  |  |                   |                   |                   |
|  | W3                       | Kitchener Rangers           | W3                       | Kitchener Rangers           | 1                | 4                     |                       |                       |  |  |                   |                   |                   |  |  |                   |                   |                   |
|  | W3                       | Kitchener Rangers           |                          |                             |                  |                       |                       |                       |  |  |                   |                   |                   |  |  |                   |                   |                   |
|  | W6                       | Sarnia Sting                | 0                        |                             |                  |                       |                       |                       |  |  |                   |                   |                   |  |  |                   |                   |                   |

### J.-Ross-Robertson-Cup-Sieger
| J.-Ross-Robertson-Cup-Sieger Plymouth Whalers | Torhüter: Michal Neuvirth, Jeremy Smith Verteidiger: Brett Bellemore, Wes Cunningham, Ryan McGinnis, Zack Shepley, Steve Ward, Steve Whitely Angreifer: Jared Boll, Evan Brophey, Dan Collins, Vern Cooper, Andrew Fournier, Kaine Geldart, A. J. Jenks, Joe McCann, James Neal, Sean O’Connor, Daniel Ryder, Tom Sestito, Chris Terry, Brett Valliquette Cheftrainer und General Manager: Mike Vellucci |

### Beste Scorer
Abkürzungen: GP = Spiele, G = Tore, A = Assists, Pts = Punkte, PIM = Strafminuten; Fett: Saisonbestwert
| Spieler          | Team              | GP | G  | A  | Pts | PIM |
| ---------------- | ----------------- | -- | -- | -- | --- | --- |
| Patrick Kane     | London Knights    | 16 | 10 | 21 | 31  | 16  |
| Nick Foligno     | Sudbury Wolves    | 21 | 12 | 17 | 29  | 36  |
| Sam Gagner       | London Knights    | 16 | 7  | 22 | 29  | 22  |
| Justin Donati    | Sudbury Wolves    | 19 | 14 | 14 | 28  | 6   |
| Tyler Donati     | Belleville Bulls  | 15 | 6  | 20 | 26  | 4   |
| James Neal       | Plymouth Whalers  | 20 | 13 | 12 | 25  | 54  |
| Evan Brophey     | Plymouth Whalers  | 20 | 9  | 14 | 23  | 26  |
| David Meckler    | London Knights    | 16 | 15 | 7  | 22  | 20  |
| Steve Downie     | Kitchener Rangers | 9  | 8  | 14 | 22  | 15  |
| Sjarhej Kaszizyn | London Knights    | 16 | 9  | 12 | 21  | 39  |

### Beste Torhüter
Abkürzungen: GP = Spiele, TOI = Eiszeit (in Minuten), W = Siege, L = Niederlagen, OTL = Overtime/Shootout-Niederlagen, GA = Gegentore, SO = Shutouts, Sv% = gehaltene Schüsse (in %), GAA = Gegentorschnitt
| Spieler         | Team                | GP | TOI  | W  | L | GA | SO | Sv%  | GAA  |
| --------------- | ------------------- | -- | ---- | -- | - | -- | -- | ---- | ---- |
| Jason Guy       | Kingston Frontenacs | 3  | 125  | 1  | 1 | 5  | 0  | 93,8 | 2,40 |
| Sebastian Dahm  | Sudbury Wolves      | 21 | 1401 | 14 | 4 | 59 | 0  | 93,4 | 2,53 |
| Michal Neuvirth | Plymouth Whalers    | 18 | 1080 | 14 | 3 | 44 | 0  | 93,2 | 2,45 |
| Kevin Lalande   | Belleville Bulls    | 15 | 989  | 10 | 1 | 42 | 1  | 93,1 | 2,55 |
| Andrew Perugini | Barrie Colts        | 8  | 514  | 3  | 1 | 22 | 0  | 91,8 | 2,57 |

## Auszeichnungen

### All-Star-Teams
| First All-Star-Team |                                          |
| Angriff:            | James Neal – John Tavares – Patrick Kane |
| Verteidigung:       | Marc Staal – Drew Doughty                |
| Tor:                | Steve Mason                              |
| Trainer:            | Mike Vellucci                            |

| Second All-Star-Team |                                             |
| Angriff:             | Brett MacLean – Bryan Little – Tyler Donati |
| Verteidigung:        | Jakub Kindl – Ryan Parent                   |
| Tor:                 | Michal Neuvirth                             |
| Trainer:             | Mike Kelly                                  |

| Third All-Star-Team |                                              |
| Angriff:            | Jamie McGinn – Sam Gagner – Sjarhej Kaszizyn |
| Verteidigung:       | Alex Pietrangelo – Patrick McNeill           |
| Tor:                | Thomas McCollum                              |
| Trainer:            | Dave Barr                                    |

### All-Rookie-Teams
| First All-Rookie-Team |                                               |
| Angriff:              | Kaspars Daugaviņš – Sam Gagner – Patrick Kane |
| Verteidigung:         | Alex Pietrangelo – Michael Del Zotto          |
| Tor:                  | Thomas McCollum                               |

| Second All-Rookie-Team |                                           |
| Angriff:               | Jiří Tlustý – Steven Stamkos – Jan Muršak |
| Verteidigung:          | Zach Bogosian – Yannick Weber             |
| Tor:                   | Michal Neuvirth                           |

### All-Academic-Team
| All-Academic-Team | |
| Angriff:          | Derrick Bagshaw – Josh Brittain – Nick Foligno – Sam Gagner – Cody Hodgson – John Kurtz – Chris MacKinnon – Brett MacLean – Jan Muršak – Steven Stamkos |
| Verteidigung:     | Robert Bortuzzo – Tyler Cuma – Geoff Killing – David Kolomatis – Jake Laplante – Michael McGurk – Alex Pietrangelo                                      |
| Tor:              | Thomas McCollum – Jeremy Smith |

### Vergebene Trophäen
| Auszeichnung                 | Auszeichnung                 | Team              |
| ---------------------------- | ---------------------------- | ----------------- |
| J. Ross Robertson Cup        | J. Ross Robertson Cup        | Plymouth Whalers  |
| Hamilton Spectator Trophy    | Hamilton Spectator Trophy    | London Knights    |
| Bobby Orr Trophy             | Bobby Orr Trophy             | Sudbury Wolves    |
| Wayne Gretzky Trophy         | Wayne Gretzky Trophy         | Plymouth Whalers  |
| Emms Trophy                  | Emms Trophy                  | Barrie Colts      |
| Leyden Trophy                | Leyden Trophy                | Belleville Bulls  |
| Holody Trophy                | Holody Trophy                | London Knights    |
| Bumbacco Trophy              | Bumbacco Trophy              | Plymouth Whalers  |
| Auszeichnung                 | Spieler                      | Team              |
| Red Tilson Trophy            | John Tavares                 | Oshawa Generals   |
| Eddie Powers Memorial Trophy | Patrick Kane                 | London Knights    |
| Matt Leyden Trophy           | Mike Vellucci                | Plymouth Whalers  |
| Jim Mahon Memorial Trophy    | Patrick Kane                 | London Knights    |
| Max Kaminsky Trophy          | Marc Staal                   | Sudbury Wolves    |
| OHL Goaltender of the Year   | Steve Mason                  | London Knights    |
| Jack Ferguson Award          | Ryan O’Reilly                | Erie Otters       |
| Dave Pinkney Trophy          | Michal Neuvirth Jeremy Smith | Plymouth Whalers  |
| OHL Executive of the Year    | Craig Goslin                 | Saginaw Spirit    |
| Emms Family Award            | Patrick Kane                 | London Knights    |
| F. W. „Dinty“ Moore Trophy   | Michal Neuvirth              | Plymouth Whalers  |
| Dan Snyder Memorial Trophy   | Andrew Gibbons               | Belleville Bulls  |
| William Hanley Trophy        | Tom Pyatt                    | Saginaw Spirit    |
| Leo Lalonde Memorial Trophy  | Tyler Donati                 | Belleville Bulls  |
| Bobby Smith Trophy           | Steven Stamkos               | Sarnia Sting      |
| Roger Neilson Memorial Award | Derrick Bagshaw              | Erie Otters       |
| Ivan Tennant Memorial Award  | Andrew Shorkey               | Owen Sound Attack |
| Wayne Gretzky 99 Award       | Marc Staal                   | Sudbury Wolves    |